# Estadio Municipal Lucio Fariña Fernández
El estadio municipal Lucio Fariña Fernández se ubica en la ciudad de Quillota, Región de Valparaíso, Chile. Tiene una capacidad de 7700 espectadores, y en él se disputan los partidos de local del club San Luis de Quillota, militante de la Primera B de Chile.
Otros equipos en varias oportunidades han hecho de local en el estadio, entre ellos están Audax Italiano, Barnechea, Concón National, Deportes Limache, Deportes Melipilla, Deportes Pintana, Deportes Recoleta, Everton, Lautaro de Buin, San Antonio Unido, Santiago Wanderers, Unión La Calera, Unión San Felipe, y Universidad de Chile.

## Historia
El recinto se ubica en la calle Bulnes de la ciudad de Quillota. Fue construido en 1940, bajo la supervisión de Alberto Barrera Droguett. Las primeras gestiones para obtener un estadio se realizaron algunos años antes, cuando la municipalidad de Quillota se encontraba al mando de Francisco Hovliczek. El 30 de septiembre de 1936, a través de una escritura pública, la Municipalidad adquirió un terreno denominado en ese entonces "Fundo El Mono". Por diferentes motivos administrativos, la construcción definitiva debió trasladarse, y las canchas del nuevo estadio recién fueron inauguradas en 1946 y 1947, luego de muchas complicaciones y un arduo trabajo. En ese entonces, el alcalde de Quillota era Guillermo Arredondo Lillo.
El primer administrador del Estadio Municipal fue don Carlos Andrade, a quien se autorizó para que las instituciones deportivas, escolares, patrióticas y de beneficencia pudiesen hacer uso de este recinto, con el compromiso de entregar al municipio el 20% de las entradas recaudadas, monto que se destinaría a las reparaciones y mantenimiento del estadio.
Desde ese momento, el recinto, que actualmente cuenta con tres canchas y una capacidad de 7700 espectadores, ha sido escenario de diversos eventos deportivos.
A partir de la década de los 50, el estadio es utilizado por el Club Deportivo San Luis, que participa en los torneos nacionales de fútbol chileno hasta la fecha. El año 1955 mientras se construían las Tribunas Oriente del Estadio aparecieron restos arqueológicos correspondientes al Complejo Cultural Bato y a la Cultura Aconcagua. Se recuperaron más de cincuenta vasijas, instrumentos de hueso, piedra y joyas. El año 1998, mientras se realizaba la instalación de gas natural en la calle Arauco, una cuadra al este del recinto, aparecieron más vestigios prehispánicos históricos ligados al mismo asentamiento. Dicho hallazgo se conoce como Sitio arqueológico Arauco.
El 29 de octubre de 2002, la Municipalidad de Quillota, por petición del alcalde Luis Mella, decidió entregar al estadio el nombre de Lucio Fariña Fernández, destacado impulsor del deporte quillotano, con una destacada trayectoria como deportista, funcionario y periodista deportivo. Lucio Fariña falleció el 14 de febrero de 2015.

## Ubicaciones
El Estadio consta con las ubicaciones siguientes:
- Galería Arauco Iván Mayo Román
- Tribuna Andes Victor Hugo Cabrera
- Tribuna Preferencial José Silva Silva
- Tribuna Butaca Fernando de Paul

## Remodelación del estadio
El proyecto contempló la demolición del antiguo estadio y el diseño de uno completamente nuevo, entre los años 2007 a 2010 (diseño y construcción), a cargo de los Arquitectos Juan Zorrilla Pizarro, Daniela Guzmán Vergara y Giselle Zernott Ainzúa.
El nuevo estadio fue inaugurado el 10 de septiembre de 2010 y contó con la asistencia de altas autoridades políticas y del deporte nacional, además de la presencia de Don Lucio Fariña Fernández, destacado periodista deportivo de la zona, por quien lleva el nombre el estadio Municipal de Quillota. 
Incluye iluminación como es posible ver en los 4 estadios mundialistas nacionales, es decir, sobre la estructura techada, iluminación perimetral, tablero electrónico, sistema de audio, asientos individuales (butacas para 7500 espectadores) y una cancha sintética de 105 por 68 metros tal como lo dispone la FIFA, con capacidad para ser usada 8 horas diarias.
Además, contempla un escenario para eventos artísticos, con camarines, sala de administración y sala de prensa.
Incluye también la habilitación de una sala de exposición arqueológica "Museo de Sitio", donde se exponen los restos del complejo cultural Aconcagua, Bato e Inca tardío, que fueron rescatados durante el proceso de construcción del recinto.
Posee espacios comunitarios deportivos, destinados a las organizaciones vecinales y clubes de la zona, que cuenta con instalaciones para realizar sus actividades, incluyendo dos gimnasios, sala de exámenes médicos y primeros auxilios y salas para la práctica de deportes alternativos, como las artes marciales.

## Datos

### Mayores goleadas en este estadio
- 27 de mayo de 2018; Recoleta 0 - 7 Colchagua
- 22 de abril de 2018; Unión La Calera 6 - 1 Universidad de Chile[2]
- 16 de octubre de 2015; San Luis 6 - 2 Palestino
- 7 de abril de 2012; San Luis 3 - 6 Santiago Morning
- 1985 ; San Luis 6 - 2 Unión La Calera